# Halhatatlan Könyvek
A Halhatatlan Könyvek a Dante Könyvkiadó szépirodalmi könyvsorozata volt az 1930-as években. Szerkesztője Benedek Marcell volt. A kötetek díszes kötéssel jelentek meg. A sorozat a következő köteteket tartalmazta:
- Alphonse Daudet: A kis parókia
- Barbusse: Örök láncok
- Boleszlav Prus: A fáraó I–III.
- Bulwer: Pompei pusztulása
- Erich Maria Remarque: Nyugaton a helyzet változatlan
- Gobineau: Parasztlázadás
- Gogoly: Bulyba tarász
- Hugo Viktor: A nyomorultak I–IV.
- Ilja Ehrenburg: Jeanne szerelme I–II.
- Maurois: Byron élete I–II.
- Meredith: Tökéletes férfi I–II.
- Pierre Loti: Yves testvérem
- Pontoppidan: Szerencsés Péter I–II.

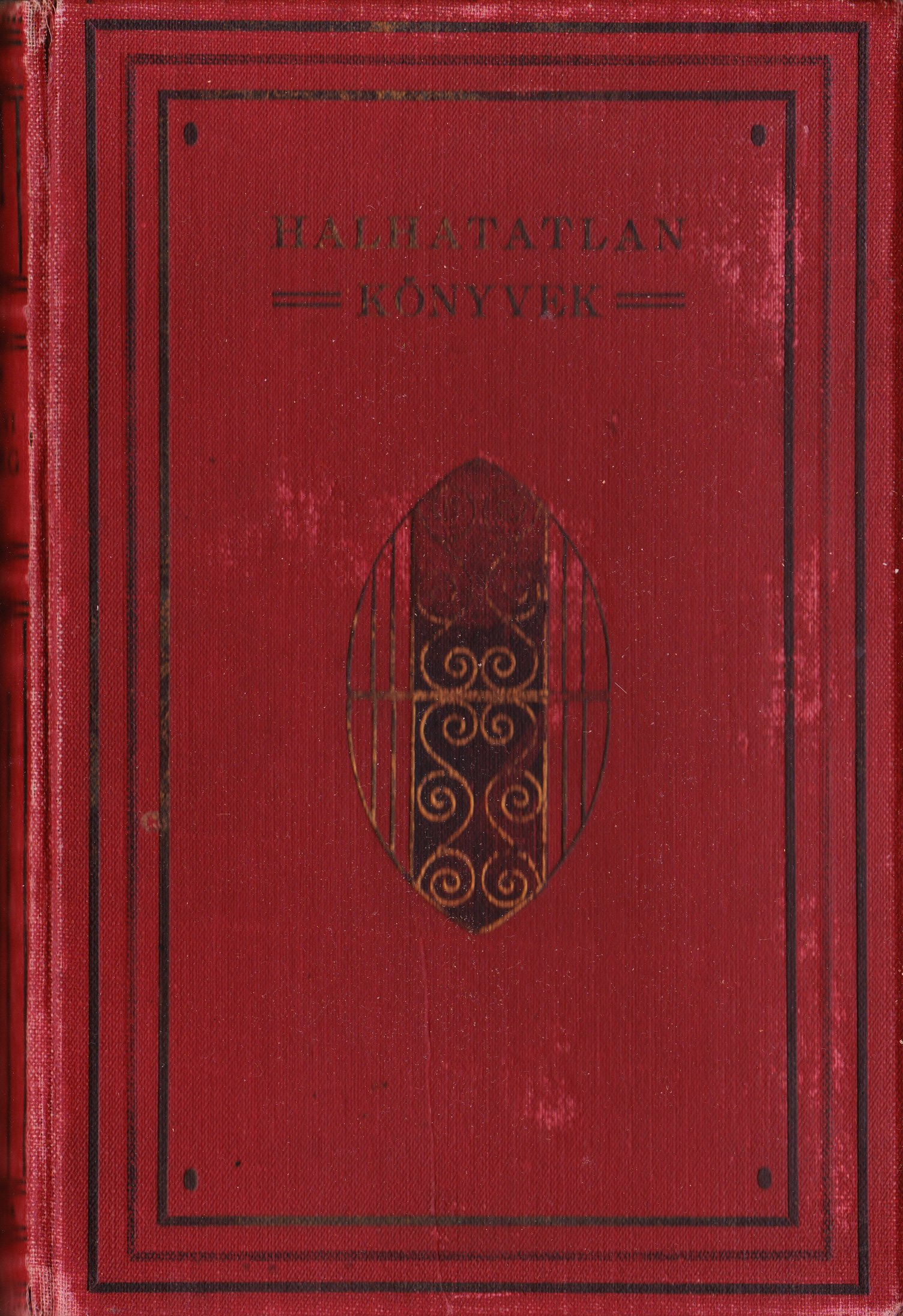
Másfajta borítódísz

- Renan: Ifjúságom
- Roland Dorgelés: A szent
- Strinberg: A viharos tengeren
- Strindberg: Hemső regénye
- Wl. St. Reymont: Parasztok I–IV.